# Rhodophyta (classification phylogénétique)
Cette page a pour objet de présenter un arbre phylogénétique des Rhodophyta (Rhodobionta, Rhodophytes, Algues rouges), c'est-à-dire un cladogramme mettant en lumière    les relations de parenté existant entre leurs différents groupes (ou taxa), telles que les dernières analyses reconnues les proposent. Ce n'est qu'une possibilité, et les principaux débats qui subsistent au sein de la communauté scientifique sont brièvement présentés ci-dessous, avant la bibliographie.

## Arbre phylogénétique
L'arbre ci-dessous (résumé et développé) suit le Tree of Life Web Project pour les Floridéophycées, modifié et augmenté selon les classifications proposées par Saunders et Hommersand, 2004, et Yoon, 2003 et 2006, dont l'état actuel est présenté par Yoon et al. 2010 (notamment la fig. 2 p.33). 
Dans l'arbre développé, les familles sont, la plupart du temps et conformément aux sources citées ci-dessus, simplement listées et en attente d'une classification plus phylogénétique.
Le cladogramme présenté ici ne possède qu'une valeur indicative. Il n'est pas forcément consensuel, et on peut toujours se référer à la bibliographie au bas de l'article.
Le symbole ▲ renvoie à la partie immédiatement supérieure de l'arbre phylogénétique du vivant. Le signe ► renvoie à la classification phylogénétique du groupe considéré. Tout nœud de l'arbre portant plus de deux branches montre une indétermination de la phylogénie interne du groupe considéré.
Les habitudes typographiques des botanistes et des zoologistes sont différentes. Ici, par commodité de lecture, et certains groupes actuels relevant des deux domaines traditionnels, les noms de taxons supérieurs au genre sont tous écrits en caractères droits, les noms de genres ou d'espèces en italiques.
À la suite d'un taxon, sa période d'apparition, quand elle est connue, peut être indiquée suivant la légende suivante :
(Plé) : Pléistocène ; (Pli) : Pliocène ; (Mio) : Miocène ; (Oli) : Oligocène ; (Éoc) : Éocène ; (Pal) : Paléocène ; (Cré) : Crétacé ; (Jur) : Jurassique ; (Tri) : Trias ; (Per) : Permien ; (Car) : Carbonifère ; (Dév) : Dévonien ; (Sil) : Silurien ; (Ord) : Ordovicien ; (Camb) : Cambrien ; (Edi) : Édiacarien. Pour plus de précision si possible, (-) : inférieur ; (~) : moyen ; (+) : supérieur.

```
▲

└─o 
Rhodophyta

  ├─o 
Cyanidiophytina

  └─o 
Rhodophytina

    ├─o 
Stylonematophyceae

    └─o
      ├─o 
Compsopogonophyceae

      └─o
        ├─o 
Porphyridiophyceae

        └─o
          ├─o 
Rhodellophyceae

          └─o 
Eurhodophytina

            ├─o 
Bangiophyceae

            └─o 
Florideophyceae

              ├─o 
Hildenbrandiophycidae

              └─o
                ├─o 
Nemaliophycidae

                └─o
                  ├─o 
Ahnfeltiophycidae

                  └─o 
Rhodymeniophycidae
```

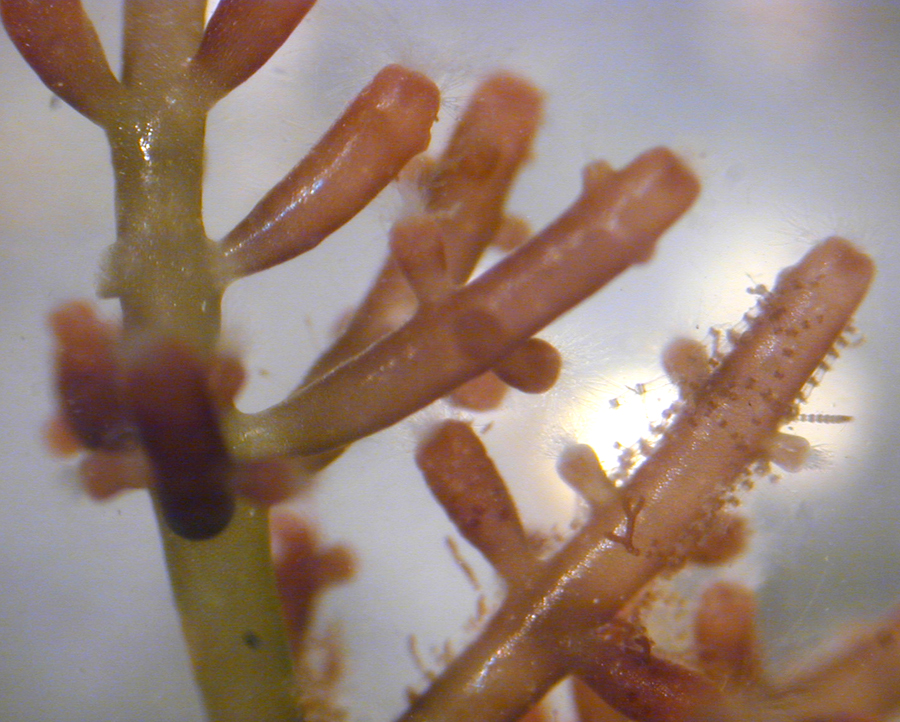
Laurencia sp. (Florideophyceae, Ceramiales, Rhodomelaceae)
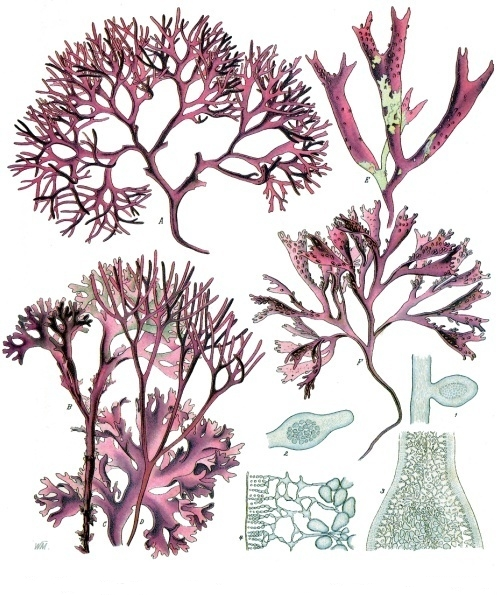
Chondrus crispus (A-D) et Gigartina mamillosa (E-F) (Florideophyceae, Gigartinales, Gigartinaceae)

## Débat scientifique relatif à la phylogénie desRhodophyta

### Éclatement des anciennes Bangiophycées
Au fil des analyses moléculaires, l'ancien taxon des Bangiophycées, qui comprenait toutes les Rhodophytes autres que les Floridéophycées, a montré son caractère totalement paraphylétique. La position relative, à la base des Rhodophytines sensu Yoon, des clades des Compsopogonophycées, des Porphyridiales, des Stylonématales, voire des Rhodellales, n'est pas encore claire.
En passant en revue les données phylogénétiques publiées auparavant, Saunders et Hommersand (2004) proposent de redéfinir les relations entre les taxons, en se concentrant sur les taxons de niveaux supérieurs à l'ordre.
Les termes de Rhodoplantae ou de Rhodobiota (Rhodobiontes) proposés assez récemment par certains auteurs sont discutés. La dernière phylogénie en date propose de ne retenir que le terme de Rhodophyta (Rhodophytes) pour l'embranchement, avec deux sous-embranchements : Cyanidiophytina et Rhodophytina (Yoon et al., 2006). 
Ce travail est basé sur l'analyse des séquences de deux gènes chloroplastiques (psaA et rbcL) dans 48 espèces et de 7 autres séquences (psaB, psbA, psbC, psbD, tufA, 18SrADN et 16SrADN) dans un nombre de taxons plus restreint. 

### Position desRhodophytadans l'arbre des Eucaryotes
Deux hypothèses différentes ont existé récemment. 
Selon, entre autres, Moreira et al. (2000), les Rhodophyta (qu'ils nomment Rhodobionta) sont le taxon-frère des Chlorobionta et ces deux groupes forment les Metabionta. 
Selon Van de Peer & De Wachter (1997), Nozaki et al. (2003, 2005), Yoon et al. (2002 et 2004), les Rhodophyta ne sont pas le groupe-frère des plantes vertes, et seraient à la base d'un vaste taxon comprenant des groupes précédemment rattachés aux protistes ainsi que les Straménopiles.
La synthèse publiée par Yoon et alii en 2010 reconnaît la monophylie des Plantae, avec les Glaucophytes plus tôt séparées du tronc, et la relation de groupes-frères entre Algues rouges et Plantes vertes.

## En savoir plus

### Sources bibliographiques de référence et notes
- Hwan Su Yoon, Giuseppe C. Zuccarello et Debashish Bhattacharya : « Evolutionary History and Taxonomy of Red Algae », in J. Seckbach et D. Chapman éd. : « Red Algae in the Genomic Age », Cellular Origin, Life in Extreme Habitats and Astrobiology, vol. 13, Springer, 2010, pp. 25-42

1. ↑  (en) Freshwater, D. Wilson (2000) Florideophyceae. Version 24 March 2000 http://tolweb.org/Florideophyceae/21781/2000.03.24 in The Tree of Life Web Project
2. ↑  (en) Gary W. Saunders et Max Hoyt Hommersand, « Assessing red algal supraordinal diversity and taxonomy in the context of contemporary systematic data », American Journal of Botany, vol. 91, no 10,‎ 1er octobre 2004, p. 1494-1507 (DOI 10.3732/ajb.91.10.1494, lire en ligne)
3. ↑  (en) Hwan Su Yoon, Kirsten M. Muller, Robert G. Sheath, Franklyn D. Ott et Debashish Bhattacharya, « Defining the major lineages of red algae (Rhodophyta) », Journal of Phycology, vol. 42, no 2,‎ avril 2006, p. 482-492 (DOI 10.1111/j.1529-8817.2006.00210.x, lire en ligne)
4. ↑  (en) Moreira, David, Le Guyader, Hervé, Philippe, Hervé (2000) The origin of red algae and the evolution of chloroplasts. Nature 405: 69-72
5. ↑  (en) Van de Peer, Yves, De Wachter, Ruppert (1997) Evolutionary relationships among the eucaryotic crown taxa taking into account site-to-site rate variation in 18S rRNA. J Mol Evol 45: 619-630
6. ↑  (en) Nozaki, Hisayoshi, Matsuzaki, Motomichi, Takahara, Manabu, Misumi, Osami, Kuroiwa, Haruko, Hasegawa, Masami, Shin-i, Tadasu, Kohara, Yuji, Naotake, Ogasawara, Kuroiwa, Tsuneyoshi (2003) The phylogenetic position of Red Algae revealed by multiple nuclear genes from mitochondria-containing eukaryotes and an alternative hypothesis on the origin of plastids J Mol Evol 56: 485-497
7. ↑  (en) Yoon, Hwan Su, Hackett, Jeremiah D., Pinto, Gabriele et Bhattacharya, Debashish (2002) The single, ancient origin of chromist plastids, PNAS 99 (24): 15507-15512
8. ↑  (en) Yoon, Hwan Su, Hackett, Jeremiah D., Ciniglia, Claudia, Pinto, Gabriele, Bhattacharya, Debashish (2004) A Molecular Timeline for the Origin of Photosynthetic Eukaryotes, Mol. Biol. Evol. 21(5):809-818

### Autres sources bibliographiques
- Cabioc'h, J., Floc'h, J.-Y., Le Toquin, A., Boudouresque, C.F., 2006. Guide des algues des mers d'Europe, Delachaux et Niestlé (éd.).  (ISBN 260301384X).

### Sources internet
- Mikko's Phylogeny Archive
- The Taxonomicon
- Palaeos.org
- Micro*scope
- NCBI Taxonomy Browser
- The Tree of Life Web Project
- Algaebase.org
- Catalogue of the Benthic Marine Algae of the Indian Ocean